# Bagenz
Bagenz (in basso sorabo Bageńc) è una frazione del comune tedesco di Neuhausen/Spree, nel Land del Brandeburgo.

## Storia
Il 24 marzo 2003 il comune di Bagenz venne soppresso e aggregato al comune di Neuhausen, che contemporaneamente assunse la nuova denominazione di «Neuhausen/Spree».

## Geografia antropica
Alla frazione di Bagenz appartiene la località di Kaminka.

## Amministrazione
Bagenz è amministrata da un consiglio di frazione (Ortsbeirat) composto da 3 membri.